# Spoliarium
|  | Per a altres significats, vegeu «Spoliarium (pintura)». |

El spoliarium era una sala del circ romà o del l'amfiteatre on es despullava els gladiadors abatuts durant l'espectacle, tant morts com moribunds. Les armes i armadures eren retornades al lanista.